# Wotzbelí Aguilar
Víctor Wotzbelí Aguilar Solórzano (Huehuetenango, 14 de junio de 1897; Quetzaltenango, 4 de julio de 1940) fue un compositor guatemalteco.

## Biografía
Wotzbelí Aguilar nació en Huehuetenango; era hijo de Trinidad Solórzano y del licenciado Porfirio Aguilar; su padre al inscribirlo en el registro civil, no firmó el acta de nacimiento, por lo que en el libro respectivo aparece su nombre registrado únicamente con el apellido materno. Fue discípulo de Jesús Castillo en Quetzaltenango, donde participó en el desarrollo del repertorio para marimba que caracterizó la música de Guatemala desde principios del siglo XX. Escribió numerosas composiciones para piano que después adaptó a la marimba, obteniendo una amplia divulgación de su música. Sus composiciones están entre las favoritas de los conjuntos de marimbas de Guatemala. Aguilar estableció un género nuevo: la guarimba, un ritmo de danza en compás de seis por ocho con frecuentes hemiolas que luego fue adoptado por muchos compositores de música bailable para marimba.  La guarimba está basada en el ritmo Fox Trot y surgió luego de que Aguilar participara en el apertorio de marimba en Quetzaltenango en 1920.[cita requerida]
En el 2023 se inauguró una plaqueta en su honor que se ubicó frente a su tumba en el Cementerio General de Quetzaltenango, para que las personas que visiten el lugar sepan quién fue y conozcan su legado musical.

## Obras seleccionadas
- Los Trece
- Tristezas Quetzaltecas
- La Patrona De Mi Pueblo
- Occidente
- Ut'z Pin Pin!

## Lectura recomendada
- Godínez, Léster Homero (2002). La marimba guatemalteca. Guatemala: Fondo de Cultura Económica.
- Lehnhoff, Dieter (2005). Creación musical en Guatemala. Guatemala: Universidad Rafael Landívar y Fundación G&T Continental. ISBN 99922-704-7-0.

- Datos: Q6168335